# Blake McGrath
Blake McGrath (Mississauga, 21 novembre 1983) è un ballerino, cantante e attore canadese, conosciuto soprattutto per essere uno dei concorrenti nella prima stagione di So You Think You Can Dance e dell'MTV reality dance show, DanceLife.
Nacque a Mississauga, Ontario, Canada.
Dal 2006 vive a Los Angeles ma possiede anche una casa a Toronto.
Ha frequentato la Cawthra Park Secondary School, scuola delle arti a Mississauga.
È dichiaratamente bisessuale.

## Filmografia
- Dance Life (2 episodi, 2007) - Blake
- Rent (2005) - ballerino
- Britney Spears - The Onyx Hotel Tour live from Miami (2004) - ballerino
- Chicago (2002)
- Piccoli brividi (Goosebumps) (2 episodi, 1996) - Casey Brewer
- Choices of the Heart:The Margaret Sanger Story (1995) (TV) - Stuart Sanger
- Butterbox Babies (1995) - Simon
- Life with Mikey (1993) - acrobata

## Coreografia
- So You Think You Can Dance Canada (12 episodi, 2008-2009)
- So You Think You Can Dance (9 episodi, 2005-2008)